# Morti nel 1083
| Questa pagina contiene informazioni ricavate automaticamente dalle voci biografiche con l'ausilio del template Bio e di un bot. L'aggiornamento è periodico e automatico e ricostruisce completamente la pagina. Se manca una persona in questa lista, sei pregato di non aggiungerla, ma accertati piuttosto che la sua voce biografica contenga il template Bio e che i dati anagrafici siano correttamente compilati. Se il template Bio manca, inseriscilo tu stesso o, in alternativa, metti l'avviso {{tmp\|Bio}} che ne segnala la mancanza. Se i dati riportati sono sbagliati, correggi direttamente la voce biografica; le modifiche saranno visibili in questa lista entro pochi giorni. Per chiarimenti vedi il progetto biografie. La lista contiene solo le 6 persone che sono citate nell'enciclopedia e per le quali è stato implementato correttamente il template Bio. Pagina aggiornata al 19 ott 2024. |

- 11 gennaio - Ottone di Northeim, nobile tedesco (n. 1020)
- 2 settembre - Munjong di Goryeo, re coreano (n. 1019)
- 2 novembre - Matilde di Fiandra, regina
- Abu Ishaq al-Shirazi, giurista arabo (n. 1003)
- Alberto, vescovo cattolico italiano
- Basilio Apocapa, generale bizantino